# Ethno-Marketing
Ethno-Marketing (von griech.: ἔθνος ethnos=Volk und Marketing) richtet sich an Zielgruppen, die als ethnisch andersartig im Vergleich zur Mehrheitsbevölkerung eines Staates betrachtet werden (vgl. Ethnisierung). Wichtige Zielgruppen des Ethno-Marketings sind zum Beispiel in Deutschland die türkischstämmige Bevölkerung, Russlanddeutsche und vermehrt auch Chinesen, in den USA asiatische Amerikaner, Hispanics und Afroamerikaner. Als Ursprungsland des Ethno-Marketings gelten die USA, wo es seit dem Ende des 20. Jahrhunderts in größerem Ausmaße betrieben wird.
Nach Auffassung der Ethno-Marketer weisen die ethnischen Zielgruppen ein spezifisch ethnisches Konsumtions- und Rezeptionsverhalten auf. Sie halten daher eine gesonderte Ansprache dieser Kundengruppen für notwendig. Die ethnischen Zielgruppen sehen sie als vorgefunden und weitgehend homogen an (vgl. primordialer Ansatz). In Deutschland haben sich zahlreiche kleinere Marketing-Büros auf dieses neue Betätigungsfeld spezialisiert, während etablierte Unternehmen in diesem Bereich bislang kaum tätig sind. Die häufigste Form von Ethno-Marketing ist die Schaltung von Anzeigen in den rund 2.000 fremdsprachigen Druckmedien. Daneben gibt es auch Ethnowerbung in Form von Werbespots, Werbebriefen, E-Mails oder Veranstaltungen.
In der Ethnologie und angrenzenden Sozialwissenschaften hat sich dagegen weitgehend eine  konstruktivistische Sichtweise (vgl. Konstruktivismus) durchgesetzt. Ethnische Gruppen gelten nicht als natürlich gegeben, sondern als sozial konstruiert (vgl. Ethnizität). Aus konstruktivistischer Sicht wird beim Ethno-Marketing nicht natürlichen Konsumtions- und Rezeptionseigenschaften der ethnischen Zielgruppen entsprochen, sondern es wird von den Ethno-Marketern an verbreitete ethnische Zuschreibungen angeknüpft, welche sie mit ihren Werbebildern und in ihren Kampagnen unterschiedlich interpretieren. Aufgrund der Heterogenität der ethnischen Zielgruppen ist es für die Marketer schwierig, ethnische Zielgruppen als Ganzes zu erreichen. Beispielsweise weichen die Ansätze der wenigen Marketingagenturen, die Ethno-Marketing für die in Deutschland lebenden Menschen türkischer Herkunft betreiben, sehr voneinander ab. Ihre Meinungen darüber, was die besondere Eigenart der türkischstämmigen in Deutschland ausmacht, stehen sich teilweise konträr gegenüber.
Die Wirkung von Ethno-Marketing beruht auf symbolischer Aneignung von Ethnizität durch die Konsumenten.  Es steht jedem Einzelnen situativ frei, sich mit bestimmten ethnischen Kampagnen zu identifizieren bzw. sich ethnisch angesprochen zu fühlen. Die gefühlte ethnische Diskriminierung in einer Gesellschaft und die Möglichkeit der Kompensation durch Ethno-Marketing kann für den Erfolg einer Kampagne von entscheidender Bedeutung sein.